# Blacometeorus pusillus
Blacometeorus pusillus är en stekelart som först beskrevs av Hellen 1958.  Blacometeorus pusillus ingår i släktet Blacometeorus och familjen bracksteklar. Inga underarter finns listade.